# Museu Regional da Västmanland
O Museu Regional da Västmanland ou da Vestmânia (em sueco:  Västmanlands läns museum) é um museu vocacionado para mostrar a herança cultural do condado da Västmanland. 
Entre o seu património costumam ser destacadas jóias de ouro da idade do ferro romana e achados funerários da Era Viking. 
Está localizado na cidade sueca de Västerås, na província histórica da Västmanland. Durante muitos anos o museu esteve no Palácio de Västerås, até ser deslocado em 2010 para a rua Karlsgatan 2, no meio da cidade, onde partilha o edifício com o Museu de Arte de Västerås.

## Património do museu
O acervo do museu inclui o Tesouro de Tureholm (Tureholmsskatten), uma das maiores coleções de objetos de ouro encontradas na Escandinávia, achada num túmulo de mulher do século III, num barco funerário descoberto no campo funerário de Tuna (Tuna gravfält).

## Galeria

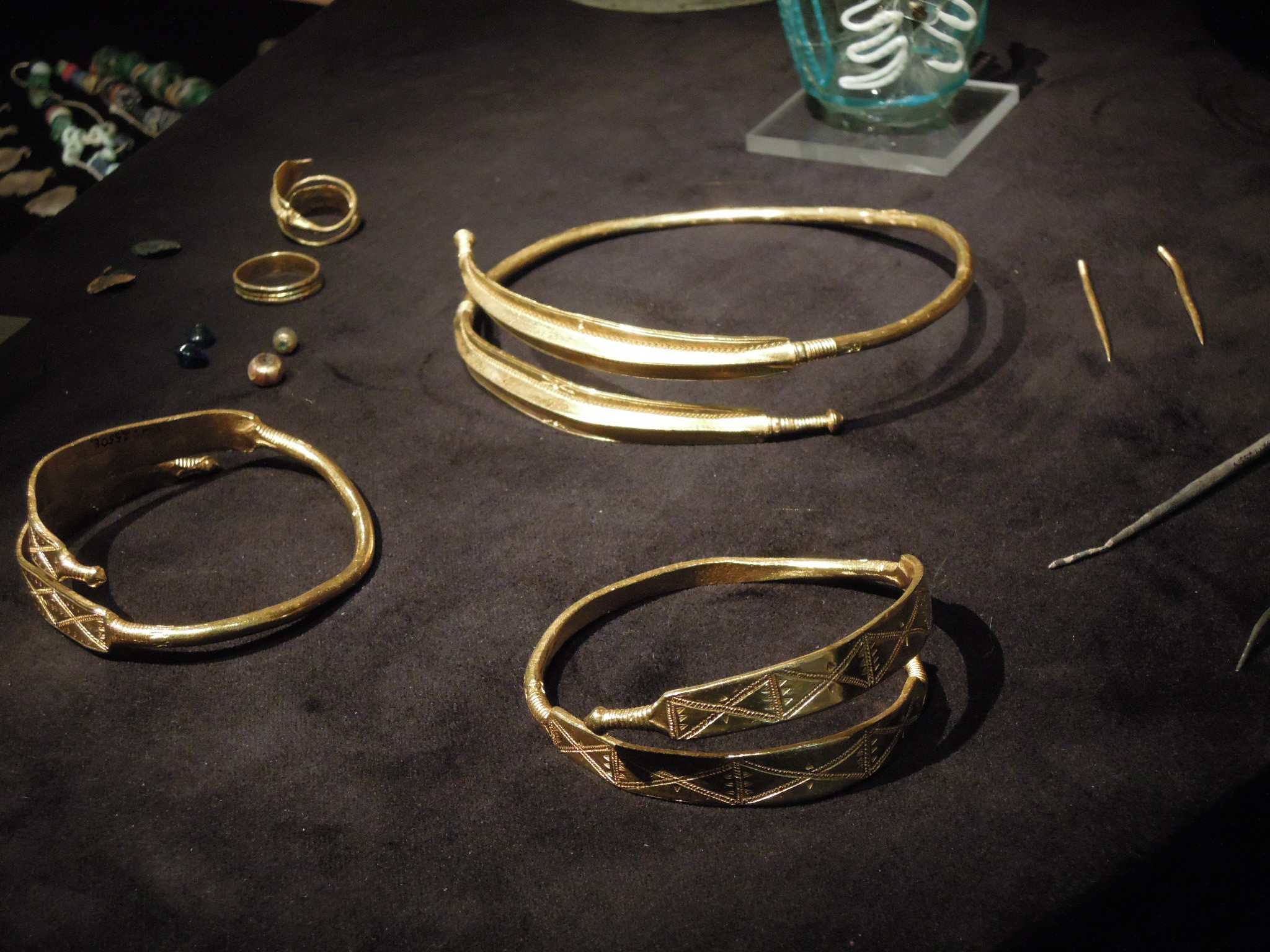
Objetos de ouro
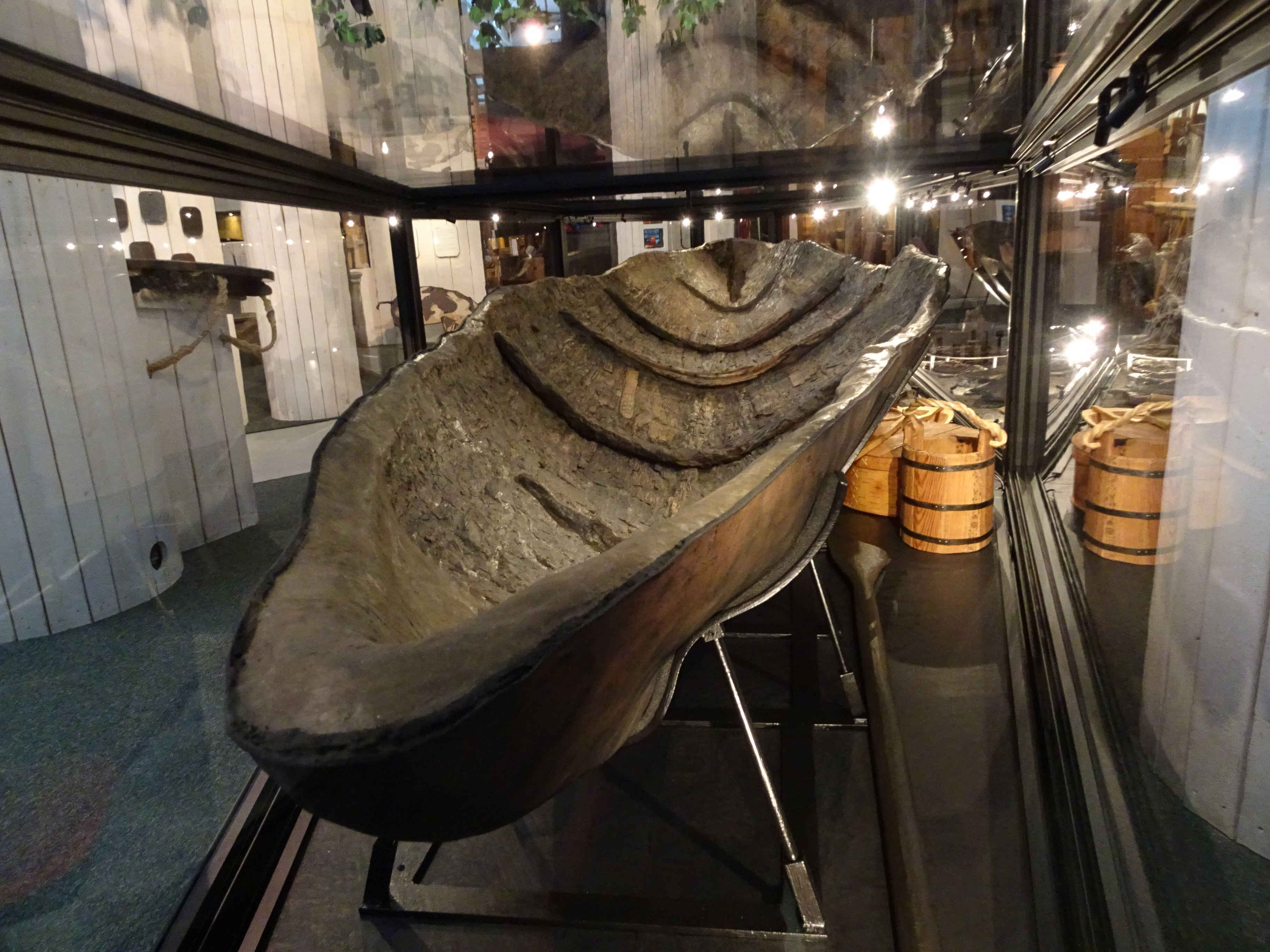
Imagem de barco funerário